# Экээкинейвеем
Экээкинейвеем (Эквикэмэйвээм) — река на Дальнем Востоке России, протекает по территории Иультинского района Чукотского автономного округа.
Длина реки 38 км. Берёт исток у восточной подошвы сопки Экээкиней, протекает по Ванкаремской низменности в северном направлении, впадает в Ванкарем справа в 79 км от устья. Высота устья — 38 м над уровнем моря.
Название в переводе с чук. Иквыкиӈэйвээм — «река невысокой горы».
По данным государственного водного реестра России относится к Анадыро-Колымскому бассейновому округу.